# بطی بن سهیل آل مکتوم
بطی بن سهیل آل مکتوم (به عربی: بطي بن سهيل آل مكتوم) امیر دبی بوده است. او در سال ۱۹۰۶ امیر دبی شد و در سال ۱۹۱۲ درگذشت.

#### قانون
در اوایل حکومت خود، بوتی برای مداخله در درگیری بین ابوظبی و قبیله بانفوذ بنی قتاب، که یک سال قبل از آن رخ داده بود، فراخوانده شد با دخالت شیوخ‌ام القوین و شارجه، جلسه عمومی حاکمان در خوانیج تشکیل شد که منجر به حل و فصل اختلاف در‌آوریل ۱۹۰۶ شد همراه با شارجه، در مقابل‌ام القوین قرار گرفتند. این منجر به توافق نهایی شد که در آن شیخ بوطی نماینده دبی و ابوظبی بود دبی همچنان بندری پر رونق و در حال گسترش بود: تا سال ۱۹۰۷، جان گوردن لوریمر اشاره می‌کند که ۳۳۵ قایق مروارید از شهر در حال حرکت بودند (در مقایسه با ۱۸۳ قایق از شارجه و ۲۵ از الحیره. تنها ابوظبی بندر مروارید بزرگتر در ساحل آشتی بود فرستادن ۴۱۰ قایق به تخت‌های مروارید طوفان بزرگ سال ۱۹۰۸ در اواخر فصل مرواریدسازی در آن سال قایق‌های مروارید دبی و امارات ساحلی را درنوردید و منجر به تلف شدن ۱۲ قایق و بیش از ۱۰۰ مرد شد این فاجعه یک شکست بزرگ برای دبی بود، به طوری که بسیاری از خانواده‌ها نان‌آور خود را از دست دادند و بازرگانان با ویرانی مالی مواجه شدند. این خسارات در زمانی رخ داد که قبایل داخلی نیز دچار فقر بودند. بوتی در نامه‌ای به سلطان مسقط در سال ۱۹۱۱ می‌گوید: «بدبختی و فقر در میان آن‌ها بیداد می‌کند و نتیجه آن این است که در میان خود به مبارزه، غارت و کشتار می‌پردازند»